# Nazionale maschile di pallavolo del Botswana
La nazionale maschile di pallavolo del Botswana è una squadra africana composta dai migliori giocatori di pallavolo del Botswana ed è posta sotto l'egida della Federazione pallavolistica del Botswana.

## Risultati

### Competizioni CAVB
| 1967 | non qualificata | -            |
| 1971 | non qualificata | -            |
| 1976 | non qualificata | -            |
| 1979 | non qualificata | -            |
| 1983 | non qualificata | -            |
| 1987 | non qualificata | -            |
| 1989 | non qualificata | -            |
| 1991 | non qualificata | -            |
| 1993 | 10º posto       | Convocazioni |
| 1995 | non qualificata | -            |
| 1997 | 8º posto        | Convocazioni |
| 1999 | non qualificata | -            |
| 2001 | non qualificata | -            |
| 2003 | non qualificata | -            |
| 2005 | 9º posto        | Convocazioni |
| 2007 | 7º posto        | Convocazioni |
| 2009 | 8º posto        | Convocazioni |
| 2011 | 8º posto        | Convocazioni |
| 2013 | non qualificata | -            |
| 2015 | 7º posto        | Convocazioni |
| 2017 | 11º posto       | Convocazioni |
| 2019 | 10º posto       | Convocazioni |
| 2021 | non qualificata | -            |
| 2023 | non qualificata | -            |